# Tigist Memuye
Tigist Memuye, ou Tigist Memuye Gebeyahu, née le 27 septembre 1990, est une athlète éthiopienne, devenue spécialiste du marathon et qui a remporté notamment en 2021 le marathon de Paris.

## Parcours
Tigist Memuye est née en 1990. Junior, elle participe notamment en 2008, à Édimbourg, aux championnats du monde de cross-country 2008,  en Cross Junior Femmes sur une distance de 6,04 km, terminant neuvième au classement individuel, mais participant au succès de l’équipe éthiopienne, première au classement par équipe.
En avril 2012, elle est sur la troisième place du podium féminin au marathon de Madrid. En 2021, elle arrive en deuxième position  le 2 mai au marathon de Genève remporté par Maureen Chepkemoi.
Puis elle gagne le marathon de Paris la même année 2021, le 17 octobre, à 31 ans. Son temps est de 2h26min12s. Les deux suivantes sont deux compatriotes, Yenenesh Dinkesa, arrivée deux secondes plus tard à 2h26min14s, et, en troisième position, Fantu Jimma, qui réalise un temps de 2h26min21s. Tigist Memuye n’a distancée Yenenesh Dinkesa que dans le dernier kilomètre,. C’est la quinzième victoire de l’Ethiopie au marathon de Paris, même si, dans le classement féminin, la performance de  Tigist Memuye en 2021 est à plus de 5 minutes du record féminin de l’épreuve.